# Pierre Dhers
Pierre Dhers, né le 1er avril 1914 à Castres (Tarn) et mort le 15 septembre 1998, est un professeur et homme politique français.

## Biographie
Fils d'un bijoutier du Tarn, Pierre Dhers se passionne pour l'histoire et poursuit des études qui le mènent à l'agrégation (1937). Professeur au lycée de Rennes, il est ensuite nommé à Valence en 1942, puis à l'école des pupilles de l'Air de Grenoble en 1942.
Lié à la résistance chrétienne, il adhère au Mouvement Républicain Populaire. Tête de liste MRP dans la Drôme pour l'élection de la première assemblée constituante, il est élu député. Réélu en juin 1946, puis à nouveau en novembre malgré une campagne électorale très rude l'opposant aux communistes, entachée de plusieurs irrégularités, et dont le résultat est finalement invalidée.
Réélu lors de l'élection partielle du 21 février 1947, il n'est pas un parlementaire très actif à l'assemblée nationale, et se tient relativement à distance des grands débats politiques de l'époque.
En 1951, il décide de ne pas se représenter et abandonne la vie politique. Il réside à Maisons-Laffitte et devient professeur d'histoire-géographie à Paris, au lycée Condorcet. Il rédige quelques ouvrages d'histoire et, avec Emile Temime, un manuel d'histoire pour classe de cinquième en 1966.

## Détail des fonctions et des mandats
Mandat parlementaire
- 21 octobre 1945 - 12 février 1947 : Député de la Drôme